# Монський ярус
Монський ярус (рос. монский ярус, англ. Montian, нім. Montium n, Mons n, Mont n) – нижній ярус палеоцену Західної Європи. Від назви міста Монс у Бельгії. Застарілий термін, не використовується. Приблизно відповідає верхньому данію. 
Описаний вперше Густавом Девалком 1868 року на виходах пісковика поблизу міста Монс. Оскільки виходи мали явні ознаки кайнозойської породи, а данські породи помилково віднесли до крейдяного періоду, то Девалк виділив окремий ярус.